# 제마 앳킨슨
제마 앳킨슨(Gemma Atkinson, 1984년 11월 16일~)은 잉글랜드의 모델이자 배우이다.

## 생애 초반과 교육
앳킨슨은 그레이터맨체스터주의 베리에서 태어났으며 베리에 위치한 캐슬브룩 고등학교(현재의 언즈워스 아카데미)에서 중등교육자격검정시험(GCSE)에 합격했다. 앳킨슨의 아버지인 데이비드 앳킨슨은 스코틀랜드 덤프리스 출신이다.

## 배우 경력

### 텔레비전 배우
앳킨슨은 채널 4에서 방송된 텔레비전 드라마인 《홀리오크》에서 리사 헌터 역할을 맡으면서 유명해졌고 2009년 6월에 에든버러 국제 영화제에서 초연된 영국의 독립 영화 《부기 우기》에도 출연했다.
2011년 5월에는 영국 방송 협회(BBC)에서 방송된 의학 드라마 《캐주얼티》 촬영을 시작했다. 2011년 8월 13일부터 해당 작품에 출연하는 구급대원 탬진 역할을 맡았지만 트위터를 통해 10회 동안만 출연한다고 전했다. 앳킨슨은 2011년 10월 1일에 하차했지만 2014년에 다시 탬진 역할을 맡았다. 2015년에는 ITV의 텔레비전 드라마 《에머데일》에서 칼리 호프 역할을 맡았다.

### 영화 배우
앳킨슨은 2010년에 개봉된 영국의 공포 영화 《나이트 울프》에서 에밀리 역할을 맡았다. 2011년에 개봉된 영국의 로맨틱 코미디 영화 《하우 투 스톱 빙 어 루저》에서는 해나 역할을 맡았는데 이 영화에는 리처드 E. 그랜트, 패멀라 앤더슨, 질 하프페니도 출연했다. 2012년에 개봉된 영국의 공포 영화 《에어본》에서 해리엇 역할을 맡았고 2013년에는 미국의 공포 영화 《살아있는 시체들의 밤》의 3D 리메이크 작품에서 주연을 맡았다. 또한 2013년에 개봉된 공포 영화 《디아틀로프》에도 출연했다.
앳킨슨은 2016년에 개봉된 인도의 발리우드 영화 《피버》에서 레아 바그너 역을 맡았다. 2017년에는 드라마 《에머데일》에서 공동 주연을 맡았던 마이클 파, 《킹스맨: 골든 서클》에 출연한 배우 토니 쿡과 함께 공포 영화 《케인 힐》에 출연했다.

### 연극 배우
앳킨슨은 2008년 12월에 맨체스터 오페라 하우스에서 상연된 연극 《피터팬》에 출연했다. 앳킨슨은 후크 선장 역을 맡은 존 톰슨과 함께 주연을 맡았다.
앳킨슨은 2009년 7월 28일부터 10월 17일까지 노을 코워드 극장에서 상연된 팀 퍼스의 연극 《캘린더 걸스》에 출연하여 일레인 역을 맡았다. 앳킨슨은 또한 《캘린더 걸스》 투어를 떠났는데 미스 셉템버로 불리는 셀리아 역을 맡았다. 2010년 1월부터 4월까지 진행된 《캘린더 걸스》 투어에서는 린다 벨링엄, 주디스 바커, 데비 채즌, 레티시아 딘, 잰 하비 등이 출연했다.
앳킨슨은 2010년 9월 7일부터 10월 3일까지 런던 이즐링턴의 킹스 헤드 시어터에서 상연된 닐 라부트의 연극 《이게 다야》(This is How It Goes)에서 벌린다 역할을 맡았다.

## 모델 경력
앳킨슨은 2006년 초반에 가슴 확대 수술을 받으면서 자신의 가슴 사이즈를 34E로 높였다. 앳킨슨은 잡지 《맥심》와의 인터뷰에서 피트니스 요법으로 인해 살이 빠졌고 가슴의 크기가 줄어들었으며 수술로 원래 크기와 모양이 회복되었다고 말했다.
앳킨슨은 화려한 모델로서의 그녀의 병행 경력을 시작한 이후에 《아레나》, 《FHM》, 《로디드》, 《막심》, 《주》, 《너츠》와 같은 잡지들을 위해 란제리와 수영복을 입은 도발적인 화보를 촬영했다. 2006년 10월에는 한 달 만에 이 출판물들 가운데 3권에 출연하여 영국에서 가장 많은 작품을 촬영한 글래머 모델이 되었다. 앳킨슨은 또한 2006년부터 매년 달력을 발매했는데 2008년과 2009년 달력은 태국에서 촬영되었다.
앳킨슨은 2006년에 《FHM》의 가장 섹시한 여성 100명에 관한 명단에서 32위로 데뷔하면서 이름을 올렸고 《FHM》의 표지 모델을 맡으면서 2007년에는 23위까지 올라갔고 2008년에는 18위까지 올라갔다. 하지만 2009년에는 81위까지 떨어졌다. 앳킨슨은 2008년에 아마존닷컴이 발표한 가장 섹시한 여성 99명 가운데 46위에 올랐다.
앳킨슨은 2007년 영국 그랑프리의 여자 홍보 모델로 활동했고 오랑주가 투르 드 프랑스를 앞두고 진행한 〈온 여 바이크 런던〉(On Yer Bike London) 프로모션에 참여했다. 또한 라 센자, 울티모를 포함한 란제리 브랜드의 모델로 활동했고 런던, 벨파스트, 글래스고에 위치한 데버넘스 지점 안에 울티모 매장을 열었다.

## 그 외의 활동
앳킨슨은 웨일스의 음악 밴드인 골디 루킨 체인의 싱글 〈R'n'B〉의 뮤직 비디오에서 연인 역할을 맡았고 싱글 음반 CD의 표지에 실렸다. 앳킨슨은 2008년에 출시된 비디오 게임 《커맨드 앤 컨커: 레드 얼럿 3》에서 에바 매케나 장교 역할을 맡았다.
앳킨슨은 2013년에 잉글랜드의 힙합 듀오인 리즐 킥스의 노래 〈Skip to the Good Bit〉의 뮤직 비디오에 출연했다. 2017년 2월부터 2018년 5월까지 마이크 툴런과 함께 그레이터맨체스터주의 독립 라디오 방송국인 히트 라디오 맨체스터의 《키 103》 브렉퍼스트 쇼를 공동 진행했다.